# Otiorrhynchus lazarevici
Otiorrhynchus lazarevici är en skalbaggsart som beskrevs av Csiki 1904. Otiorrhynchus lazarevici ingår i släktet Otiorrhynchus, och familjen vivlar. Inga underarter finns listade i Catalogue of Life.